# Tekić
Tekić je naselje u Republici Hrvatskoj u Požeško-slavonskoj županiji, u sastavu općine Jakšić.

## Zemljopis
Tekić se nalaze sjeverozapadno od Jakšić, susjedna naselja su Vetovo na sjeveru, Ramanovci i Treštanovci na zapadu, Ovčare na istoku te Bertelovci na jugu.

## Stanovništvo
Prema popisu stanovništva iz 2001. godine Tekić je imao 253 stanovnika.
| broj stanovnika | 86    | 71    | 93    | 115   | 180   | 232   | 272   | 234   | 253   | 255   | 249   | 277   | 234   | 262   | 253   | 231   | 199   |
|                 | 1857. | 1869. | 1880. | 1890. | 1900. | 1910. | 1921. | 1931. | 1948. | 1953. | 1961. | 1971. | 1981. | 1991. | 2001. | 2011. | 2021. |